# 3-й гвардійський механізований корпус
3-й гвардійський механізований корпус — оперативне військове об'єднання у складі ЗС СРСР.

## Історія формування
Наказом НКО № 394 від 18 грудня 1942 року 4-й механізований корпус був перетворений у 3-й гвардійський механізований корпус.
Наказом НКО № 42 від 27 січня 1943 року 3-му гвардійському механізованого корпусу, який особливо відзначився в боях за Вітчизну з німецькими загарбниками, було присвоєно почесне найменування «Сталінградський».
Влітку та восени 1943 року корпус наступав у складі військ Воронезького (1-го Українського) фронту теренами Лівобережної України, звільнивши багато населених пунктів, а також взявши участь у розгромі охтирського угруповання противника.
19 вересня 1943 року військами об'єднання було звільнено від нацистських загарбників місто Хорол.
Корпус форсував Дніпро в п'яти кілометрах на північний схід від Канева, після чого воював на плацдармі.
3-й гвардійський механізований корпус брав участь у форсуванні Березина, у бойових діях за Красне, Молодечно, Вільнюс, Шяуляй, Єлгаву, Ригу, у прориві до узбережжя Ризької затоки в районі Тукумса (8-а гвардійська механізована бригада), у відбиванні танкових атак німецьких військ під Жагаре, а також у вересневому настубі 1944 року на ризькому напрямку.
З осені 1944 року до кінця війни корпус воював проти курляндського угруповання противника.
Бойовий шлях корпусу закінчився на Далекому Сході у складі військ 1-го Далекосхідного фронту.
У 1945 році його переформовано у 3-ю гвардійську механізовану дивізію, потім вона в свою чергу переформована у 47-у гвардійську дивізію, яка у 1959 році була розформована.

### У складі діючої армії
- з 18.12.1942 до 16.05.1943
- з 10.07.1943 до 31.10.1943
- з 10.06.1944 до 09.05.1945
- з 16.08.1945 до 03.09.1945

## Повна назва
3-й гвардійський механізований Сталінградський корпус

## Склад корпусу
- 7-я гвардійська механізована бригада (колишня 36-я)
- 8-а гвардійська механізована бригада (колишня 59-я)
- 9-я гвардійська механізована бригада (колишня 60-я)
- 35-я гвардійська танкова бригада (з квітня 1943 року)
- 41-й гвардійський танковий полк (до квітня 1943 року)
- 42-й гвардійський танковий полк (до квітня 1943 року)
- 43-й гвардійський танковий полк (7-а гв. мбр)
- 44-й гвардійський танковий полк (8-а гв. мбр)
- 45-й гвардійський танковий полк (9-а гв. мбр)
- 64-й гвардійський важкий танковий полк (з 18 липня 1944 року[3])
- 32-й гвардійський важкий танковий полк (з 10 березня 1945 року)
- 101-й гвардійський винищувально-протитанковий артилерійський полк (колишній 482-й иптап) (до 26 квітня 1943 року)
- 1510-й самохідно-артилерійський Молодечненский Червонопрапорний полк (з грудня 1943 року)
- 1823-й самохідно-артилерійський полк (з квітня 1944 року)
- 380-й гвардійський важкий самохідно-артилерійський полк (з 20 липня 1944 року)
- 129-й мінометний полк (з червня 1943 року)
- 1705-й зенітно-артилерійський полк (з червня 1943 року)
- 1-й окремий гвардійський мотоциклетний батальйон
- 743-й окремий винищувально-протитанковий дивізіон (з червня 1944 року)
- 334-й окремий гвардійський мінометний дивізіон
- 1831-й самохідно-артилерійський полк (серпень-жовтень 1943 року)
- 1510-й винищувально-протитанковий артилерійський полк (червень-грудень 1943 року)
- 1714-й зенітно-артилерійський полк (липень-вересень 1944 року)
- 175-й окремий гвардійський бронеавтомобильный батальйон (до грудня 1943 року)
- 60-й гвардійський мінометний дивізіон (липень-серпень 1944 року)
- 376-й гвардійський артилерійський полк (липень-вересень 1944 року)

Корпусні частини:
- 11-й окремий гвардійський батальйон зв'язку (з 13.04.1943)
- 62-й окремий гвардійський саперний батальйон (до 31.01.1943 — 31-й окремий саперний батальйон)
- 79-й окремий ремонтно-відновлювальний батальйон (до 25.12.1944)
- 557-я польова танкоремонтная база, (з 25.12.1944)
- 558-я польова авторемонтна база, (з 25.12.1944)
- 227-ма окрема рота хімзахисту (з 10.07.2943)
- 36-я окрема інженерно-мінна рота (до 31.01.1943)
- 174-а окрема гвардійська інженерно-мінна рота (31.01.1943 — 09.04.1943)
- 28-я окрема автотранспортна рота підвозу ПММ
- авиазвено зв'язку (з 10.07.1943)
- 161-ї польової автохлебозавод (з 10.07.1943)
- 1776-я польова каса Держбанку (з 21.12.1942)
- 1801-я військово-поштова станція

## Командування корпусу

### Командири корпусу
- генерал-майор танкових військ Вольський Василь Тимофійович (з 11.10.1942 до 03.01.1943);
- генерал-майор Шарагін Олексій Павлович (з 03.01.1943 до 03.05.1943), важко поранений у травні 1943, помер від ран 22.12.1943;
- генерал-майор танкових військ, генерал-лейтенант танкових військ Обухов Віктор Тимофійович (з 04.05.1943 до кінця війни)

### Начальники штабу корпусу
- полковник Пошкус Олександр Адамович
- полковник Александров Василь Георгійович (з грудня 1943 по лютий 1944)

### Заступник командира корпусу по стройовій частині
- генерал-майор Шарагин Олексій Павлович (з жовтня 1942 по 03.01.1943)

### Заступник командира з політичної частини
- полковий комісар, полковник Андрєєв, Артем Пилипович (18.12.1942 за 16.06.1943)

### Начальники політвідділу
з червня 1943 року — заступник командира з політичної частини
- полковий комісар, полковник Козлов Іван Миколайович (18.12.1942 по 16.06.1943)
- полковник Андрєєв, Артем Пилипович (з 16.06.1943 по 04.12.1945)

### Заступники командира корпусу з технічної частини
- військовий інженер М. Ф. Горчаков (на листопад 1942 року)

### Начальник артилерії
- полковник Баришев Сергій Федорович

### Начальник зв'язку
- А. В. Бєлов

### Начальник інженерної служби
- майор Коргузалов Володимир Леонідович

## Герої Радянського Союзу
| Нагорода | Прізвище Ім'я по-Батькові        | Дата Наказу | Посада | Званняе                                  | Примітки                             |
| -------- | -------------------------------- | ----------- | --- | ---------------------------------------- | ------------------------------------ |
|          | Аверин, Николай Степанович       | 24.03.1945  | наводчик орудия СУ-76 1510-го самоходного артиллерийского полка                                            | гвардии красноармеец                     | погиб в бою 27 июля 1944 года        |
|          | Алименков, Иван Никонорович      | 03.06.1944  | помощник командира взвода автоматчиков разведывательной роты 7-й гвардейской механизированной бригады      | гвардии старший сержант                  | погиб 2 октября 1943 года            |
|          | Анисов, Степан Тимофеевич        | 24.04.1944  | телефонист взвода связи мотострелкового батальона 7-й гвардейской механизированной бригады                 | гвардии красноармеец                     |                                      |
|          | Анискин, Михаил Александрович    | 24.03.1945  | командир танка 44-го гвардейского танкового полка 8-й гвардейской механизированной бригады                 | гвардии лейтенант                        | погиб в бою 25 июня 1944 года        |
|          | Антоненко, Кузьма Прокопьевич    | 24.03.1945  | заместитель командира 1-го отдельного гвардейского мотоциклетного полка                                    | гвардии майор                            |                                      |
|          | Асланов, Ази Агадович            | 22.12.1942  | командир 35-й гвардейской танковой бригады                                                                 | гвардии подполковник                     | погиб 24 января 1945 года            |
|          | Баздырев, Григорий Афанасьевич   | 03.06.1944  | командир сапёрного отделения инжминроты 7-й гвардейской механизированной бригады                           | гвардии сержант                          |                                      |
|          | Белый, Даниил Никитович          | 25.10.1943  | командир 8-й гвардейской механизированной бригады                                                          | гвардии генерал-майор танковых войск     |                                      |
|          | Беликов, Василий Иванович        | 21.04.1944  | командир отделения автоматчиков 1-го мотострелкового батальона 7-й гвардейской механизированной бригады    | гвардии сержант                          | пропал без вести в августе 1944 года |
|          | Бердичевский, Леонид Афанасьевич | 24.03.1945  | заместитель командира 64-го отдельного гвардейского тяжёлого танкового полка                               | гвардии подполковник                     | Погиб в бою 31 июля 1944 года        |
|          | Буйнов, Николай Васильевич       | 24.03.1945  | командир взвода роты автоматчиков 7-й гвардейской механизированной бригады                                 | гвардии младший лейтенант                |                                      |
|          | Васюта, Сергей Трофимович        | 25.10.1943  | командир танка Т-70 отдельной гвардейской разведывательной роты 9-й гвардейской механизированной бригады   | гвардии младший сержант                  | погиб в бою 8 сентября 1943 года     |
|          | Виноградов, Иван Иванович        | 25.10.1943  | командир отделения 62-го отдельного гвардейского сапёрного батальона                                       | гвардии сержант                          |                                      |
|          | Влазнев, Алексей Леонтьевич      | 03.06.1944  | гвардии красноармеец                                                                                       |                                          |                                      |
|          | Галуза, Григорий Григорьевич     | 24.03.1945  | командир разведывательной роты 9-й гвардейской механизированной бригады                                    | гвардии капитан                          |                                      |
|          | Головатый, Юрий Максимович       | 25.10.1943  | командир миномётной батареи 9-й гвардейской механизированной бригады                                       | гвардии старший лейтенант                | 23 сентября 1944 года                |
|          | Горбенко, Иван Тихонович         | 24.03.1945  | командир 743-го отдельного истребительно-противотанкового артиллерийского дивизиона                        | гвардии капитан                          |                                      |
|          | Горячев, Павел Иванович          | 24.05.1944  | командир 9-й гвардейской механизированной бригады                                                          | гвардии полковник                        |                                      |
|          | Гоциридзе, Георгий Георгиевич    | 25.10.1943  | командир 62-го отдельного гвардейского сапёрного батальона                                                 | гвардии майор                            |                                      |
|          | Данилов, Алексей Степанович      | 25.10.1943  | гвардии капитан                                                                                            |                                          |                                      |
|          | Данилов, Леонид Парфенович       | 25.10.1943  | гвардии старший сержант                                                                                    |                                          |                                      |
|          | Днепровский, Пётр Павлович       | 24.04.1944  | командир отделения 62-го отдельного гвардейского сапёрного батальона                                       | гвардии сержант                          | погиб в бою 19 октября 1943 года     |
|          | Егоров, Гавриил Иосифович        | 03.06.1944  | Пулемётчик разведывательной роты 7-й гвардейской механизированной бригады                                  | гвардии сержант                          |                                      |
|          | Кремер, Симон Давидович          | 23.08.1944  | командир 8-й гвардейской механизированной бригады                                                          | гвардии полковник                        |                                      |
|          | Кияшко, Григорий Григорьевич     | 24.03.1945  | командир танковой роты 45-го гвардейского танкового полка 9-й гвардейской механизированной бригады         | гвардии старший лейтенант                |                                      |
|          | Кладиев, Виктор Сидорович        | 24.03.1945  | сапёр 62-го отдельного гвардейского сапёрного батальона                                                    | гвардии красноармеец                     | погиб 30 июня 1944 года              |
|          | Колесников, Семён Никитович      | 24.03.1945  | командир стрелковой роты 7-й гвардейской механизированной бригады                                          | гвардии старший лейтенант                |                                      |
|          | Коргузалов, Владимир Леонидович  | 25.10.1943  | начальник инженерной службы корпуса                                                                        | гвардии майор                            | Умер 12 июля 1944 года               |
|          | Кузнецов, Павел Иванович         | 03.06.1944  | заместитель командира по политической части 9-й гвардейской механизированной бригады                       | гвардии подполковник                     |                                      |
|          | Крылов, Василий Меркурьевич      | 24.03.1945  | командир роты танков 43-го гвардейского танкового полка 7-й гвардейской механизированной бригады           | гвардии старший лейтенант                |                                      |
|          | Ляхов, Логвин Прохорович         | 24.04.1944  | заместитель командира по политической части дивизиона 129-го миномётного полка                             | гвардии старший лейтенант                |                                      |
|          | Малык, Фома Васильевич           | 25.10.1943  | командир роты 62-го отдельного гвардейского сапёрного батальона                                            | гвардии старший лейтенант                | погиб в бою 8 октября 1943 года      |
|          | Мозговой, Иван Остапович         | 24.03.1945  | командир танка 44-го гвардейского танкового полка 8-й гвардейской механизированной бригады                 | гвардии лейтенант                        |                                      |
|          | Обухов, Виктор Тимофеевич        | 04.07.1944  | командир корпуса                                                                                           | гвардии генерал-лейтенант танковых войск |                                      |
|          | Плюснин, Николай Васильевич      | 03.06.1944  | командир взвода автоматчиков 2-го мотострелкового батальона 9-й гвардейской механизированной бригады       | гвардии старший сержант                  |                                      |
|          | Просвирнин, Михаил Андреевич     | 03.06.1944  | гвардии сержант                                                                                            |                                          |                                      |
|          | Прутко, Григорий Иванович        | 03.06.1944  | командир отделения 82-мм миномётов миномётного батальона 9-й гвардейской механизированной бригады          | гвардии младший лейтенант                |                                      |
|          | Родионов, Михаил Иосифович       | 04.07.1944  | командир 7-й гвардейской механизированной бригады                                                          | гвардии полковник                        |                                      |
|          | Рубан, Николай Афанасьевич       | 24.03.1945  | командир взвода тяжёлых танков 64-го отдельного гвардейского тяжёлого танкового полка                      | гвардии старший лейтенант                | Умер от ран 31 июля 1944 года        |
|          | Самодеев, Иван Андреевич         | 24.03.1945  | водитель бронемашины разведроты 9-й гвардейской механизированной бригады                                   | гвардии сержант                          |                                      |
|          | Скитыба, Борис Яковлевич         | 25.10.1943  | командир телеграфного взвода 11-го отдельного гвардейского батальона связи                                 | гвардии лейтенант                        |                                      |
|          | Соловьёв, Трофим Ильич           | 25.10.1943  | командир батареи артиллерийского дивизиона 9-й гвардейской механизированной бригады                        | гвардии старший лейтенант                |                                      |
|          | Степанов, Александр Михайлович   | 25.10.1943  | командир стрелковой роты 1-го моторизованного батальона 9-й гвардейской механизированной бригады           | гвардии старший лейтенант                |                                      |
|          | Сутормин, Георгий Алексеевич     | 24.03.1945  | командир огневого взвода ПТО 2-го мотострелкового батальона 7-й гвардейской механизированной бригады       | гвардии младший лейтенант                |                                      |
|          | Фёдоров, Борис Алексеевич        | 24.03.1945  | командир 1-го мотострелкового батальона 7-й гвардейской механизированной бригады                           | гвардии капитан                          |                                      |
|          | Хасаншин, Мансур Рахипович       | 25.10.1943  | командир роты 120-мм миномётов 9-й гвардейской механизированной бригады                                    | гвардии лейтенант                        |                                      |
|          | Царенко, Лаврентий Иванович      | 24.03.1945  | командир танка 43-го гвардейского танкового полка 7-й гвардейской механизированной бригады                 | гвардии лейтенант                        |                                      |
|          | Чечулин, Иван Павлович           | 24.03.1945  | командир взвода лёгких бронемашин отдельной разведывательной роты 9-й гвардейской механизированной бригады | гвардии техник-лейтенант                 |                                      |
|          | Шепель, Иван Иванович            | 24.04.1944  | гвардии лейтенант                                                                                          |                                          |                                      |